# Gerhard Stradner
Gerhard Stradner (* 29. Dezember 1934 in Klosterneuburg; † 16. April 2025 in Wien) war ein österreichischer Musikwissenschaftler.

## Leben
Gerhard Stradner stammt aus einer musikalischen Familie.
Er studierte ab 1952 Mathematik und darstellende Geometrie an der Universität und an der Technischen Hochschule in Wien und schloss sein Studium mit den Lehramtsprüfungen 1959 ab. Gleichzeitig studierte er an der Akademie für Musik und Darstellende Kunst in Wien Klarinette bei Leopold Wlach, Alte Musik bei Josef Mertin und beendete sein Studium 1966 mit der künstlerischen Reifeprüfung aus Blockflöte bei René Clemencic. Er beschäftigte sich als einer der Ersten mit dem Bau und dem Spiel des Stillen und Krummen Zinks, studierte ab 1971 Musikwissenschaft und Kunstgeschichte an den Universitäten Wien und Saarbrücken, ein Studium, das er 1977 bei Christoph Hellmut Mahling mit der Promotion (summa cum laude) abschloss.
Ab 1959 war er Professor an Allgemeinbildenden Höheren Schulen in Krems und Wien. Er wirkte auch als Instrumentalsolist (Renaissance-Blockflöten, Zink, Tenorgeige und Fiedel) in verschiedenen Ensembles für Alte Musik, wie Musica Antiqua Wien, Cappella Academica (Eduard Melkus), Concentus Musicus (Nikolaus Harnoncourt) und Collegium Aureum (Franzjosef Maier) mit. Er wirkte außerdem als Aufnahmeleiter bei verschiedenen Musikproduktionen mit. Sein musikwissenschaftliches Interesse besteht vor allem in Instrumentenkunde sowie Aufführungs- und Spielpraxis, Fächer, die er als Lehrbeauftragter an den Universitäten und Musikhochschulen in Wien, Graz, Salzburg, Innsbruck und Saarbrücken lehrte und zahlreiche Publikationen verfasste. Stradner entdeckte u. a. das Vibrato beim Hamburger Cithrinchen und die Spielweise in Moll bei den Naturtrompeten.
Er war von 1981 bis Ende 1999 Direktor der Sammlung alter Musikinstrumente des Kunsthistorischen Museums in Wien und unterzog die Dauerausstellung der Sammlung einer grundlegenden Neuerung. Es wurde ein Konzept verfolgt, das sich am musikgeschichtlichen Ablauf orientierte. Jeder der Ausstellungssäle im Corps de Logis der Hofburg wurde einer musikhistorischen Epoche oder einer Musikerpersönlichkeit zugeordnet. Unter seiner Leitung wurden der Sammlungsbestand um zahlreiche Exponate, wie z. B. das älteste erhaltene Wiener Cembalo, erweitert und mehrere Sonderausstellungen organisiert.
Gerhard Stradner war seit 1966 mit der Flötistin Friederike Stradner, der Tochter des Komponisten Erwin Schaller, verheiratet. Die Tochter Agnes Stradner ist Barockgeigerin und sein Sohn Christoph Stradner Cellist.

## Publikationen (Auswahl)
- Unser Instrumentarium, in: Fs. 10 Jahre Ensemble Musica antiqua, Wien 1969, S. 3
- Zur Entwicklung der Geige, Ausstellung zum Kongress Violinspiel und Violinmusik in Geschichte und Gegenwart, Graz 1972, maschinschriftlich vervielfältigt
- Die Instrumente der Österreichischen Renaissancemusik, in: Renaissance in Österreich, Geschichte – Wissenschaft – Kunst, Horn 1974, S. 337-341, ISBN 3-85028-017-9
- Musikinstrumente, in: Renaissance in Österreich, Katalog des Niederösterreichischen Landesmuseums N.F. 57, Wien 1974, S. 194–200
- Untersuchungen über den Saitenwechsel, in: Beiträge zur Aufführungspraxis, Bd. 3, Wien 1975, S. 228-234, ISBN 3-7024-0071-0
- Eine Ausstellung: Zur Entwicklung der Geige, in: Beitrage zur Aufführungspraxis Bd. 3, Wien 1975, S. 314-323, ISBN 3-7024-0071-0
- Die Musikinstrumente der Bauernkriege, in: Oberösterreichische Heimatblätter. Jg. 30, 1976, S. 54–57 (ooegeschichte.at [PDF])
- Die Musikinstrumente im Steiermärkischen Landeszeughaus in Graz, in: Trommeln und Pfeifen ..., Graz 1976, S. 7-36, Veröffentlichungen des Landeszeughauses Graz, Nr. 6.
- Volksmusikinstrumente in steirischen Sammlungen, in: Musikethnologische Sammelbände, Hrsg. W. Suppan, Bd. I, Graz 1977, S. 141-148., ISBN 3-201-01022-7
- Musica ex machina, in: Ars electronica im Rahmen des Internationalen Brucknerfestes, Hrsg.: Linzer Veranstaltungsgesellschaft, Linz 1980, S. 155–162
- Spielpraxis und Instrumentarium um 1500, dargestellt an Sebastian Virdungs „Musica getutscht“ (Basel 1511), (Dissertation), Hrsg. Othmar Wessely, Franz Födermayr, Wien 1983, Forschungen zur Älteren Musikgeschichte, Bd. 4/I, S. 469, Bd. 4/II, S. 154, 28 Abb., ISBN 3-85369-515-9
- Linzer Musikinstrumente der Brucknerzeit, in: ABIL-Information (Anton Bruckner Institut Linz), Bd. 2, hrsg. von Othmar Wessely, Linz 1983, S. 2–12
- Ein Portativ des frühen 19. Jahrhunderts, in: Zur Orgelmusik im 19. Jahrhundert, Hrsg. Walter Salmen, Innsbruck 1983, S. 95-99, 104, Innsbrucker Beiträge zur Musikwissenschaft, Bd. 9
- Mechanische Musikinstrumente als volkskundliche Quelle, in: Bericht über den fünfzehnten österreichischen Historikertag in Salzburg 1981, Salzburg 1984, Veröffentlichungen des Verbandes Österreichischer Geschichtsvereine, Bd. 23, S. 272-278, 301-306
- Ein neuentdeckter Violinbogen aus der Zeit um 1700, in: Jakob Stainer und seine Zeit, Bericht über die Jakob-Stainer-Tagung, Innsbruck 1983, Innsbruck 1984, Innsbrucker Beiträge zur Musikwissenschaft, Hrsg. Walter Salmen, Bd. 10, S. 109–113
- Wiener Instrumentenbau zur Zeit Maria Theresias, in: Musik am Hof Maria Theresias, Hrsg. R.V. Karpf, Beiträge zur Aufführungspraxis, Hrsg. J. Trummer, Bd. 6, München-Salzburg 1984, S. 168-178, ISBN 3-87397-332-4
- Die Geige in Wien, in: Wiener Geschichtsblätter 40, Jg. 1985, Heft 2, S. 41–48
- Streichbaßgrößen außerhalb der Norm, in: Kontrabaß und Baßfunktion, Bericht über die vom 28.8. bis 30.8.1984 in Innsbruck abgehaltene Fachtagung, Innsbruck 1986, Innsbruck, Beiträge zur Musikwissenschaft, hrsg. von Walter Salmen, Bd. 12, S. 51-56, ISBN 3-900590-00-1
- Musikinstrumente in Grazer Sammlungen (Grazer öffentliche Sammlungen), Hrsg. Othmar Wessely, Wien 1986, Tabulae Musicae Austriacae, Bd. XI., S. 204, S. 78 Abb., ISBN 3-7001-07536
- Zur Stimmtonhöhe der Blasinstrumente zur Zeit Joseph Haydns, in: Internationale Joseph Haydn-Kongreß, Wien 1982, München 1986, S. 81-86, ISBN 3-87328-045-0
- Die Instrumente der Wiener Schrammeln, in: Studia organologica, FS J.H. van der Meer, Hrsg. Günther Hellwig, Tutzing 1987, S. 445-452, ISBN 3-7952-0486-0
- Lauteninstrumente in Österreich, in: Bericht über das 7. Symposium zu Fragen des Musikinstrumentenbaus, Zupf- und Schlaginstrumente des 17. und 18. Jahrhunderts – Zupfinstrumente Michaelstein 7., 8.11.1986, Beiheft 7 zu den Studien zur Aufführungspraxis und Interpretation der Musik des 18. Jahrhunderts, Michaelstein 1987, S. 62
- Trommeln, Pauken und ihre Schegel in Österreich, in: Bericht über das 7. Symposium zu Fragen des Instrumentenbaus, Zupf- und Schlaginstrumente des 17. und 18. Jahrhunderts – Schlaginstrumente Michaelstein 7., 8.11.1986, Beiheft 8 zu den Studien zur Aufführungspraxis und Interpretation der Musik des 18. Jahrhunderts, Michaelstein 1987, S. 50–53
- Die Blasinstrumente in einem Inventar der Wiener Hofkapelle von 1706, in: Studien zur Musikwissenschaft, Bd. 38, Hrsg. Othmar Wessely, Tutzing 1987, S. 53-63, ISBN 3-7952-0555-7
- Sammlung alter Musikinstrumente, in: Kunsthistorisches Museum, Führer durch die Sammlungen, Wien 1988, S. 368-386, ISBN 3-85447-308-7
- Die Klangwelt der Musikinstrumente in Prag um 1600, in: Prag um 1600, Kunst und Kultur am Hofe Kaiser Rudolfs II., Bd. 2, Wien 1988, S. 28-31, 269-277, ISBN 3-923641-24-9
- The Evolution of the Pitch of Cornetts and Trombones at the Time of Scheidt and Buxtehude, in: Dietrich Buxtehude and Samuel Scheidt, Proceedings of the International Buxtehude – Scheidt Festival and Conference, Saskatoon 1988, S. 106–116
- Beziehungen zwischen dem norditalienischen und dem süddeutsch-österreichischen Geigenbau, in: Atti della Giornata di Studio di Cultura Liutaria, Convegno Internationale a Cura dell' Ente Triennale degli Strumenti ad Arco, Cremona 1988, S. 49–62
- Musik in Mantua, in: Fürstenhöfe der Renaissance, Giulio Romano und die klassische Tradition, Wien 1989, S. 266–273
- Die Rohrblattinstrumente in einem Traktat von Friedrich Ponsing, Wien um 1800, in: Oboe, Klarinette, Fagott, Heft 2, Jg. 5, Juni 1990, S. 66–77
- Die Klangwelt Mozarts – Eine Ausstellung des Kunsthistorischen Museums, Hrsg. Wilfried Seipel, Wien 1991
- Die Klangwelt Mozarts, in: Die Klangwelt Mozarts – Eine Ausstellung des Kunsthistorischen Museums, Wien 1991, S. 11–23
- Stimmtonhöhe, Tonarten- und Klangcharakter, in: Die Klangwelt Mozarts – Eine Ausstellung des Kunsthistorischen Museums, Wien 1991, S. 109–121
- Stimmtonhöhe, Tonarten- und Klangcharakter, in: Strumenti per Mozart Hrsg.: Marco Tiella, Romano Vettori, Rovereto 1991, S. 284-290, (Übernahme von 55)
- Die Neuaufstellung der Sammlung alter Musikinstrumente, in: Neues Museum Nr. 2 und 3, 1991, S. 67–70
- Gebrauchstonvorrat und Eigenresonanz, in: Die Viola, Bd. 6, Kassel-Basel-London-New York 1991, S. 14-20, 82, 84
- Zur Ausbildung verschiedener Instrumentengrößen, in: Musik und Tanz zur Zeit Kaiser Maximilian I. = Innsbrucker Beiträge zur Musikwissenschaft Bd. 15, Hrsg. Walter Salmen, Innsbruck 1992, S. 177-182, ISBN 3-900590-14-1
- Der Einfluß des Brescianer Geigenbaus auf den österreichischen, in: Luiteria e Musica strumentale a Brescia fra Cinque e Seicento, Vol. 1, Brescia 1992, S. 107–114
- Hopfner, R., Klangführer durch die Sammlung alter Musikinstrumente, Hrsg.: W. Seipel, Wien 1993, S. 154
- Stellt Michael Pacher 1486 eine Stimmgabel dar?, in: Musik muß man machen, FS Josef Mertin, Hrsg. Michael Nagy, Wien 1994, S. 127–141
- Six Clavichords newly acquired by the Kunsthistorisches Museum in Vienna, in: De Clavichordio, Proceedings of the International Clavichord Symposium Magnano 1993, Hrsg. B. Brauchli, S. Brauchli, A. Galazzo, Torino 1994, S. 93-97, Abb. Tab. XIV, XV.
- Beziehungen zwischen dem norditalienischen und dem süddeutsch-österreichischen Geigenbau, Michaelstein 1994 = Beiheft 13 zu den Studien zur Aufführungspraxis und Interpretation der Musik des 18. Jhdts, zum Streichinstrumentenbau des 18. Jhdts. S. 19-26 = Neudruck von 44
- Instrumentenbau, in: Musikgeschichte Österreichs, Vom Barock zum Vormärz, Hrsg. R. Flotzinger und Gernot Gruber, Wien 1995, S. 207-209, 273-277, ISBN 3-205-98337-8
- Instrumente der Bruckner-Zeit, in: Vom Ruf zum Nachruf, Anton Bruckner, Landesverlag im Veritasverlag, Linz 1996, S. 454-457, ISBN 3-85214-658-5
- The Adaptation and Change in Function of Early Musical Instruments, in: AMIS-Newsletter of the American Musical Instrument Society, Vol. 25, Nr. 2, Juni 1996, Vermillion, 1996, S. 10–13
- Instrumente Bruckners, in: Anton Bruckner, ein Handbuch. Hrsg. Uwe Harten, Residenz, Salzburg, Wien 1996, S. 214-216, ISBN 3-7017-1030-9
- Der Instrumentenfundus der Wiener Hofkapelle von 1706, in: FS Christoph Hellmut Mahling zum 65. Geburtstag = Mainzer Studien zur Musikwissenschaft, Bd. 37, Hans Schneider, Tutzing 1997, Bd. 2, S. 1361-1377, ISBN 3-7952-0900-5
- Spinett und Regal in Form eines Spielbretts, in: Spielwelten der Kunst – Kunstkammerspiele – Eine Ausstellung des Kunsthistorischen Museums, Wien 1998, S. 141-143, ISBN 3-7757-0780-8
- Mitarbeit bei Rita Steblin: Die Unsinnsgesellschaft. Franz Schubert, Leopold Kupelwieser und ihre Freunde. Böhlau, Wien 1998, ISBN 3-205-98820-5
- Zur Entstehung von Instrumentenfamilien, in: Die Wiener Hofmusikkapelle I Georg Slatkonia und die Wiener Hofmusikkapelle, Hrsg. Theophil Antonicek, Elisabeth Hilscher und Hartmut Krones, Böhlau, Wien-Köln-Weimar 1999, S. 151-160, ISBN 3-205-98923-6
- Hidden Instrumental Traditions in Austria, in: Musical Treasures from the Age of Revolution and Romance, Exhibition the Bowers Museum of Cultural Art, Santa Ana 1999
- Horns and Trumpets in a Treatise by Friedrich Ponsing Vienna (?), c. 1800, in: Historic Brass Society Journal, Vol. 10, 1998, New York 1999, S. 14-20, ISSN 1045-4616, doi:10.2153/XLEF9291
- Für Aug' und Ohr – Musik in Kunst-und Wunderkammern, Eine Ausstellung des Kunsthistorischen Museums Wien in Schloß Ambras, hrsg. von Wilfried Seipel, Milano/Wien 1999, ISBN 3-85497-004-8
- Musiker und ihre Instrumente, in: Für Aug' und Ohr – Musik in Kunst- und Wunderkammern, Eine Ausstellung des Kunsthistorischen Museums Wien in Schloß Ambras, Hrsg. Wilfried Seipel, Milano-Wien 1999, S. 31-37., ISBN 3-85497-004-8
- mit R. Meucci: Musikinstrumente der Renaissance in den Aufzeichnungen von Giovanni Filoteo Achillini, Bologna, um 1510, in: Für Aug' und Ohr – Musik in Kunst- und Wunderkammern, Eine Ausstellung des Kunsthistorischen Museums Wien in Schloß Ambras, Hrsg. Wilfried Seipel, Milano-Wien 1999, S. 47-57, ISBN 3-85497-004-8
- Musikautomaten als Musikinstrumente, in: Automatenspiele – Homo ludens – Der spielende Mensch, Internationale Beiträge des Institutes für Spielforschung und Spielpädagogik der Universität Mozarteum Salzburg, Bd. 9, Hrsg. Günther G. Bauer, München-Salzburg, 1999, S. 125-136, ISBN 3-87397-345-6

- Cembalo von Joseph Salodiensis, in: Neues Museum Nr. 2 und 3, 1991, S. 90–91

- Saitenklaviere in österreichischen Inventaren, in: Das Österreichische Cembalo, Hrsg. Alfons Huber, Tutzing 2001, S. 329-342, ISBN 3-7952-1039-9

- Musical Instruments in an Inventory by Andrea Mantova Benavides, Padua 1696, in: The Galpin-Society Journal LV, April 2002, S. 62-103, ISSN 0072-0127

- Musikinstrumente in Kärnten, in: Von der Tonkunst zum Konzertbetrieb – FS 175 Jahre Musikverein Kärnten, Hrsg. Wilhelm Wadl u. Alfred Ogris, Verlag des Kärntner Landesarchivs, Klagenfurt 2003, S. 306-317 sowie Coverabbildung hinten, ISBN 3-900531-54-4
- mit Joel Speerstra: Bach, the Pedal Clavichord and the Organist, in: Svensk Tidskrift för Musikforskning, 2001, S. 137
- Musikinstrumentensammlung, in Rudolfinum, Jahrbuch des Landesmuseums für Kärnten 2000, Klagenfurt 2001, S. 233–235
- Ein Portativ des frühen 19. Jahrhunderts, in: Die Hausorgel, Heft 15/2004, Hrsg. Arbeitskreis Hausorgel in der Gesellschaft der Orgelfreunde, Karlsruhe, S. 62–65
- [Beschreibung von Musikinstrumenten], in: Fürsterzbischof Wolf Dietrich von Raitenau, 4. Salzburger Landesausstellung, Salzburg 1987, S. 433, 434
- Zur Aufführungspraxis im Trompetenensemble, Musik in vier Automaten des 16. bis 19. Jahrhunderts, in: Maschinen und Mechanismen in der Musik, Michaelsteiner Konferenzberichte 69, Hrsg. Boje E. Hans Schmuhl in Verbindung mit Ute Omonsky, Augsburg, Kloster Michaelstein 2006, S. 125-142, 359 und beiliegende CD
- Christian Friedrich Daniel Schubart's Remarks on the Cornett, in: Brass Scholarship in Review – Proceedings of the Historic Brass Society Conference Cité de la Musique, Paris 1999, Hrsg. Stewart Carter, New York 2006, Bucina: The Historic Brass Society Series No. 6, S. 111–119
- Das Porträt eines jungen Geigenvirtuosen. Zur Identifikation der dargestellten Person sowie ihrer Violine. In: Gerhard J. Winkler: Geigen-Spiel-Kunst, Joseph Joachim und der „wahre“ Fortschritt. In: Burgenländische Heimatblätter. 69. Jg, 2007, Heft 2, Eisenstadt, S. 72–75 (zobodat.at [PDF]).
- Joseph Joachim und die Geige. In: Geigen-Spiel-Kunst, Joseph Joachim und der „wahre“ Fortschritt. In: Burgenländische Heimatblätter. 69. Jg, 2007, Heft 2, Eisenstadt, S. 66–71 (zobodat.at [PDF]).
- Zwei Zahlungsbestätigungen für Klaviere von Carl Andreas Stein, in: Das Wiener Klavier bis 1850, Hrsg. Beatrix Darmstädter, Alfons Huber, Rudolf Hopfner, Tutzing 2007, S. 111–113
- Wiener Musikinstrumente der Schubertzeit, in: Schubert in Währing, Wien 2008, Bezirksmuseum Währing, S. 19–27
- Zum Gebrauch der Zinken beim (hohen) Wiener Kammerton, in: Der Zink in Geschichte, Instrumente und Bauweise, Michaelsteiner Konferenzberichte Bd. 79, Augsburg-Michaelstein 2015, S. 139-155, ISBN 978-3-95786-013-2, ISBN 978-3-89512-141-8
- Transposing Mutes for Trumpets, in: Proceedings of the Third Vienna Talk on Music Acoustics – Wien, Institut für musikalische Akustik der Universität für Musik und darstellende Kunst Wien 2015, S. 92–95
- mit E. H. Tarr: Old Trumpet Flourishes from Austria, in: International Trumpet Guild, Special Supplement to the January Journal 2016
- Das „Alte Inventar“ der Musikinstrumente, in: Günther Wurzer: Die Musikinstrumente des Landesmuseums Kärnten, Verlag des Landesmuseums Kärnten, Klagenfurt 2012, S. 149-151, ISBN 978-3-900575-52-6
- Die Musikinstrumente aus dem Ursulinenkloster, in: Günther Wurzer: Die Musikinstrumente des Landesmuseums Kärnten, Verlag des Landesmuseums Kärnten, Klagenfurt 2012, S. 153-162, ISBN 978-3-900575-52-6
- Zum Vibrato beim Hamburger Cithrinchen, in: Günther Wurzer: Die Musikinstrumente des Landesmuseums Kärnten, Verlag des Landesmuseums Kärnten, Klagenfurt 2012, S. 157-162, ISBN 978-3-900575-52-6
- mit G. Wurzer: Der Holzblasinstrumentenmacher Balthasar (Hauser) Schmidl, in: Günther Wurzer: Die Musikinstrumente des Landesmuseums Kärnten, Verlag des Landesmuseums Kärnten, Klagenfurt 2012, S. 163-167, ISBN 978-3-900575-52-6
- mit I. Friesen: Das Schubert Bildnis im Wandel der Zeit, Verlag „Der Apfel“, Wien 2025
- Ein neu entdecktes Porträt Anselm Hüttenbrenners, in: I. Friesen, G. Stradner: Das Schubert Bildnis im Wandel der Zeit, Verlag „Der Apfel“, Wien 2025
- Ein unbekanntes Schubert-Porträt und seine Nachschöpfungen, in: I. Friesen, G. Stradner: Das Schubert Bildnis im Wandel der Zeit, Verlag „Der Apfel“, Wien 2025
- Trauermusik für Naturtrompeten, in: Jahrbuch des österreichischen Volksliedwerkes, Bd. 73, Wien 2024

## Diskografie
Als Musiker
- Salzburger Renaissance, Ensemble Musica Antiqua, Wien, 1964, Schallplatte, Schwann AMS 67
- Medieval Music at the Prague Royal Court, Ensemble Musica Antiqua, Wien, 1965, Schallplatte, Supraphon GS 10598
- Vespro della Beata Vergine Claudio Monteverdi, Concentus Musicus, 1966, Schallplatte, Telefunken SAWT 9501/02-A
- Festliche Bläsermusik des Barock, Ensemble Musica Antiqua, Wien, 1966, Schallplatte, Archiv Produktion 198 405
- Arie Antiche, Ensemble Musica Antiqua, Wien, 1966, Schallplatte, Qualiton – LPX 1289
- Madrigali e Ricercari Palestrina, Ensemble Musica Antiqua, Wien, 1967, Schallplatte, Archiv Produktion 198 434
- Heinrich Schütz Symphoniae Sacrae, Berliner Ensemble für Alte Musik, 1972, Schallplatte, Groningse Bachvereniging 6810.167
- Heinrich Ignaz Biber Missa Salisburgensis A 53 Voci, Collegium Aureum, 1974, Schallplatte, Harmonia Mundi 25 22073-7
- Claudio Monteverdi Vespro della Beata Vergine, Collegium Aureum, 1977, Schallplatte, Harmonia Mundi 1C 165-99681/82 Q
- Festliche Weihnachtsmusik des 16. und 17. Jahrhunderts, Ensemble Musica Antiqua, Wien, 1979, Schallplatte, Christophorus SCGLX 73910
- Il Lutto dell'Universo Kaiser Leopold I., Ensemble Musica Antiqua, Wien, 1979, Schallplatte, Christophorus SCK 70 365
- Musica Imperialis Huldigungsmusiken an das Haus Habsburg, Ensemble Musica Antiqua, Wien, 1979, Schallplatte, Christophorus SCGLX 73 911
- Orlando di Lasso und das Haus Wittelsbach, Ensemble Musica Antiqua, Wien, 1980, Schallplatte, Christophorus SCGLX 73923
- Concerts et Danses de la Renaissance dans les Cours d'Europe, Ensemble Musica Antiqua, Wien, Schallplatte, Harmonia Mundi HM 938
- Der verlorene Sohn Kaiser Leopold I., Ensemble Musica Antiqua, Wien, Schallplatte, Christophorus SCK 70 369
- Enregistrements réalisés sur des instruments appartenant aux collections du musée instrumental de bruxelles, Ensemble Musica Antiqua, Wien, Schallplatte, Discothèque Nationale de Belgique, DNB 30.007
- Klangführer durch die Sammlung alter Musikinstrumente, 1993, CD, Kunsthistorisches Museum Wien,

Als Aufnahmeleiter
- Nordische und Lothringer Volkslieder im Satz von Erwin Schaller, Birgit Greiner, Mezzosopran; Friederike Stradner-Schaller, Traversflöte; Helmut Schaller, Blockflöte, Konrad Ragossnig, Gitarre, 1983, Schallplatte, Preiserrecords 120 751
- Phantasie & Traum Wien um 1900, Wiener Ring Ensemble, 1985, Schallplatte, adv Siedler Produktion Wien A8510A
- Liebesleid & Liebesfreud, Rudolf Buchbinder, Flügel; Rainer Küchl, Violine, 1986, Schallplatte, adv Siedler Produktion Wien A8610
- Klangführer durch die Sammlung Alter Musikinstrumente, 1993, Doppel-CD, Wien Kunsthistorisches Museum
- Turn of the Century Strauss, Webern, Goldmark, Suk, Christoph Stradner, 1995, Schallplatte, Dorian
- Wiener Walzerseligkeit, Wiener Ring Ensemble, Schallplatte, adv Siedler Produktion Wien A8611

## Auszeichnungen
- 1977: Dr. Eduard Martin-Preis der Universität des Saarlandes
- 2001: Curt Sachs Award der American Musical Instrument Society